# Shōji Kawamori
Shōji Kawamori (河森 正治?, Kawamori Shōji; Toyama, 20 febbraio 1960) è un regista e autore di anime, nonché mecha designer giapponese.
Nei primi anni di carriera ha utilizzato spesso lo pseudonimo Meiji Shirakawa (白河 明次?, Shirakawa Meiji).

## Biografia

### Gli esordi e gli anni ottanta
Ancora liceale, insieme all'amico Haruhiko Satō "Mikimoto" frequenta come disegnatore il neonato Studio Nue, all'epoca impegnato nella lavorazione della seconda serie di Uchū senkan Yamato (Star Blazers) di Leiji Matsumoto per la Toei Animation; durante il primo anno di studi in ingegneria meccanica, gli viene offerta la possibilità di curare il mecha design originale di un episodio della serie Uchū kaizoku Captain Harlock (Capitan Harlock), e così scatta la scintilla che gli fa abbandonare definitivamente gli studi universitari per dedicarsi a tempo pieno all'animazione. Dopo una serie di collaborazioni come mecha designer aggiunto in cui ha modo di mostrare il suo talento, gli viene affidato un ruolo di primo piano nel progetto di una nuova serie che lo Studio Nue sta per affrontare su incarico della Tatsunoko, Chojiku yosai Macross (Macross), di cui curerà il soggetto, parte dello storyboard (con lo pseudonimo di Eiji Kurokawa) e l'intero mecha design, nel quale saprà coniugare la nuova tendenza del real robot anime con l'inesauribile filone delle grandi navi spaziali, riprendendo in modo originale la via già tracciata da Kunio Ōkawara appena tre anni prima in Mobile Suit Gundam. Il successo clamoroso, in patria come in Occidente, della serie lo lancia come nuova promessa dell'animazione del Sol Levante, ed il resto degli anni ottanta lo vedrà impegnato in produzioni di alto livello ed in collaborazione con i più importanti nomi dell'epoca, a cominciare da Yoshikazu Yasuhiko, in Crusher Joe nel 1983, per finire con Mamoru Oshii e Yutaka Izubuchi, in Patlabor the Movie nel 1989, passando per un successo del home video come Haja Taisei Dangaiō (Dangaio) del 1987.

### Gli anni novanta e duemila
Nel decennio successivo Shōji Kawamori, oltre a raffinare le sue doti di mecha designer, maturerà anche come autore. Nel 1991 scrive il suo nome nella saga di Gundam in qualità di mecha stylist dell'OAV Kidō Senshi Gundam 0083: Stardust Memory, di cui crea direttamente anche il mecha design dei primi due dei tre mobile suit principali; riprende quindi la collaborazione con Mamoru Oshii partecipando come mecha designer ai suoi film Talking Head (1992), pellicola sperimentale che alterna sequenze dal vivo a scene animate, Patlabor 2 the Movie (1993) ed infine Ghost in the Shell (1995), cult movie degli anni novanta tratto dal celebre manga di Masamune Shirow. Ma non solo design. In questa fase, infatti, si afferma anche come autore, rivisitando a più riprese l'universo di Macross, di cui scrive i capitoli Macross 7 e Macross Plus, per arrivare nel 1996 ad uno dei momenti più alti ed artisticamente maturi della sua carriera con il soggetto, la sceneggiatura e la supervisione della fortunata serie della Sunrise Tenku no Escaflowne (I cieli di Escaflowne) ed il mediometraggio sperimentale Ihatov Gensō: Kenji no haru, una visione sull'opera e la breve vita del poeta Kenji Miyazawa. Chiude il secolo occupandosi delle ambientazioni della serie Cowboy Bebop e partecipando al team dei mecha designer dell'OAV Ao no roku-go (Blue Submarine No. 6).
Gli anni 2000 vedono Kawamori sempre sulla breccia, sia come disegnatore che soprattutto come autore e regista. Tra le opere più rilevanti la serie breve a sfondo ecologista Chikyû shōjo Arjuna e la collaborazione al mecha design del terzo film di Patlabor, WXIII: Patlabor the Movie 3, nel 2001, l'OAV Macross Zero nel 2002, la serie Sōsei no Aquarion (Aquarion) ed il mecha design della serie Eureka Seven nel 2005. L'anno successivo aderisce al progetto Genius Party, un'antologia di sette cortometraggi dello Studio 4°C, di cui ha scritto, disegnato e diretto il secondo, Space-Time Wars. Nel 2007 realizza il mecha design della serie Kiss Dum Engage Planet della Satelight, di cui è membro, per la Bandai Visual. Tra il 2007 e il 2008 scrive e dirige l'ultimo capitolo di Macross, la serie televisiva Macross Frontier.

### Altre attività
Nel 2001 presta il suo talento di mecha designer ad un progetto reale, disegnando l'ERS-220, una variante del cane robot della Sony AIBO.
Nel 2006 si cimenta anche come attore, recitando una parte nel film Tachiguishi Retsuden di Mamoru Oshii, finto documentario dai toni ironici, in cui si narrano le vicende di un gruppo di mangiatori a sbafo nei fast food del Giappone attraverso gli anni, dal dopoguerra in poi.
Nella sua carriera ha anche disegnato il mecha di innumerevoli videogiochi, tra cui molti della serie Armored Core, e diverse linee di giocattoli e model kit, soprattutto per la Takara.

## Opere principali
Nota: in parentesi vengono riportati i titoli in italiano.

### Anime
- Uchū kaizoku Captain Harlock (Capitan Harlock), serie TV, 1978 - mecha design aggiuntivo
- Toshō Daimos (General Daimos), serie TV, 1978 - mecha design aggiuntivo
- Toshō Gordian (Gordian), serie TV, 1979 - mecha design aggiuntivo
- The Ultraman, serie TV, 1979 - mecha design
- Uchū densetsu Ulysses 31 (Ulisse 31), serie TV, 1981 - mecha design
- Ogon senshi Gold Lightan, serie TV, 1981 - mecha design aggiuntivo
- Techno Police 21C, lungometraggio, 1982 - coreografia scene d'azione
- Chōjikū yōsai Macross (Macross), serie TV, 1982 - soggetto, storyboard e mecha design
- Crusher Joe, lungometraggio, 1983 - mecha design
- Chojiku yosai Macross: Ai, oboete imasu ka, lungometraggio, 1984 - regia, sceneggiatura e mecha design
- Tatakae! Chorobots seimeitai Transformers (Transformers), serie TV, 1984 - mecha design
- Chojiku yosai Macross: Flashback 2012, OAV, 1987 - regia e mecha design
- Haja taisei Dangaiō (Dangaio), OAV, 1987 - mecha design
- Crusher Joe, OAV, 1989 - mecha design
- Kidō keisatsu Patlabor gekijōban (Patlabor the Movie), lungometraggio, 1989 - mecha design aggiuntivo
- Kidō senshi Gundam 0083: Stardust Memory, OAV, 1991 - mecha styling e mecha design
- Cyber Formula: Shinseki-GPX, serie TV, 1991 - mecha design
- Chojiku yosai Macross II - Lovers Again (Macross II), OAV, 1992 - mecha design originale
- Kidō keisatsu Patlabor 2 gekijōban (Patlabor 2 the Movie), lungometraggio, 1993 - mecha design
- Macross Plus (Macross Plus), OAV, 1994 - soggetto, regia, storyboard e mecha design
- Macross 7, serie TV, 1994 - soggetto e mecha design
- Kōkaku kidōtai (Ghost in the Shell), lungometraggio, 1995 - mecha design
- Tenkū no Escaflowne (I cieli di Escaflowne), serie TV, 1996 - soggetto, sceneggiatura e supervisione
- Ihatov Gensō: Kenji no haru, mediometraggio, 1996 - regia, sceneggiatura e storyboard
- Macross Dynamite 7, OAV, 1997 - soggetto e mecha design
- Seihō bukyō Outlaw Star, serie TV, 1998 - mecha design
- Cowboy Bebop (Cowboy Bebop), serie TV, 1998 - sceneggiatura e setting
- Ao no roku-go (Blue Submarine No. 6), OAV, 1999 - mecha design
- Escaflowne the Movie, lungometraggio, 2000 - soggetto
- Chikyū shōjo Arjuna, serie TV, 2001 - soggetto, regia e supervisione sceneggiatura
- Chikyū bōei kazoku, serie TV, 2001 - soggetto, pianificazione e mecha design
- WXIII: Kidō keisatsu Patlabor the Movie 3, lungometraggio, 2001 - mecha design
- RahXephon (RahXephon), serie TV, 2002 - storyboard
- Macross Zero, OAV, 2002 - soggetto, regia e mecha design
- Sōsei no Aquarion (Aquarion), serie TV, 2005 - soggetto, regia, supervisione sceneggiatura e mecha styling
- Kōkyō shihen Eureka Seven, serie TV, 2005 - mecha design
- Noein - Mō hitori no kimi e (Noein), serie TV, 2005 - storyboard
- Glass no kantai, serie TV, 2006 - mecha design
- Space-Time Wars, cortometraggio, 2006 - soggetto e regia
- Kiss Dum ENGAGE Planet, serie TV, 2007 - mecha design
- Macross Frontier, serie TV, 2008 - soggetto, regia e mecha design
- Aquarion Evol , serie TV, 2012 - soggetto, regia, supervisione sceneggiatura e mecha styling

### Film live-action
- GUNHED, lungometraggio, 1989, - mecha design
- Talking Head, lungometraggio, 1992 - mecha design
- Remnant 6, lungometraggio, 1996 - mecha design
- Tachiguishi Retsuden, lungometraggio, 2006 - cast

### Mecha per videogiochi
- Armored Core: Project Phantasma
- Armored Core: Master of Arena
- Armored Core 2
- Armored Core 2: Another Age
- Armored Core 3
- Silent Line: Armored Core
- Armored Core: Nexus
- Macross DIGITAL MISSION VF-X series
- Omega Boost
- Tech Romancer
- Armored Core 4
- Armored Core: For Answer